# Efecte Ruchti-Lohmann
L'Efecte Ruchti-Lohmann és un fenomen econòmic observat el 1953 pels economistes Martin Lohmann i Hans Ruchti. També és conegut com l'efecte expansiu de l'amortització.

## Efecte Ruchti-Lohmann
L'efecte expansiu de l'amortització s'engloba dintre de la subcategoria d'autofinançament de manteniment o reposició, ja que els recursos obtinguts tenen com a finalitat la renovació dels equips productius en finalitzar la seua vida útil. Esta, al seu torn, forma part de la categoria d'autofinançament o finançament intern, on també es troba l'autofinançament d'expansió o enriquiment el qual consisteix a repartir el benefici després d'interessos i impostos, BDIT, en forma de dividends per als accionistes o pel contrari destinar aquests a reserves per augmentar els recursos propis de l'empresa. Esquemàticament, quedaria:
Autofinançament o finançament intern:
1. Autofinançament d'expansió o enriquiment.
2. Autofinançament de manteniment o reposició.

L'Efecte Ruchti-Lohmann consisteix en el fet que l'amortització no sols permet mantenir la capacitat productiva de l'empresa, sinó que fins i tot permet d'ampliar-la gràcies a l'ús dels recursos procedents de les quotes d'amortització per adquirir noves unitats productives. Aquest efecte es va observar amb intensitat en moltes empreses a l'acabar la Segona Guerra Mundial.
El gràfic superior mostra aquest efecte i com, en els primers anys els actius que formen part de l'estructura productiva de l'empresa creixen. S'experimenta un descens notori en anys posteriors però, el creixement torna a ser positiu i convergeix cap a un valor constant durant tot el temps, sempre que es complisquen una sèrie de condicions. L'efecte serà més o menys intents depenent del grau d'acompliment d'aquestes.

## Condicions de Ruchti-Lohmann
Per tal que es produeixi s'han de complir els següents requisits:
- Que l'empresa es trobi en una fase de creixement en la que calgui un ús creixent d'actius fixos.
- Absència d'obsolescència tecnològica.
- L'equip productiu haurà de presentar cert càrrec de divisibilitat
- La capacitat productiva ha de mantenir-se inalterada al llarg de la seva vida útil.
- Inexistència d'inflació.

Això no obstant, la primera condició és necessària però no suficient. És a dir, que si aquesta es compleix però no alguna de les restants o les quatre, l'efecte expansiu serà menor.
D'aquesta forma, l'efecte d'expansió de l'amortització serà major quan:
- La inflació siga més baixa, ja que permet un cost menor dels nous equips productius i adquirir-ne més.
- El progrés tècnic tinga escassos avanços, ja que permet que la vida útil dels equips siga major.
- La pèrdua de capacitat productiva deguda a l'ús siga menor.
- Hi haja major divisibilitat en els elements productius.
- Menor siga el valor residual del bé.

## Sistemes d'amortització en l'Efecte Ruchti-Lohmann

### Sistema d'amortització lineal o de quotes fixes
Amb aquest sistema, es distribueix el valor d'aquisició de l'actiu menys el valor residual entre el nombre d'anys de vida útil d'aquest. Ens proporcionarà una quota constant per a tots els anys. L'expressió és la següent:
{\displaystyle {\text{Quota d'amortització}}=a_{i}={\frac {\text{Valor d'adquisició - Valor residual}}{\text{Vida útil}}}={\frac {\text{Va - Vr}}{\text{n}}}}
Suposem:
- Empresa que acompleix totes les condicions de Ruchti-Lohmann.
- Ha adquirit en l'any vigent un total de 5 màquines noves.
- Maquinària per valor de 12.000 unitats monetàries, amb un valor residual de 2.000 um i vida útil de 2 anys.
- Sistema d'amortització lineal.

Nota:
L'apartat Nombre d'actius a comprar, Gi, és la divisió entre els fons totals i el preu d'aquisició unitari de l'actiu. El resultat sempre es trunca a la unitat. Així, si el resultat ens dona 2,87 aquest serà truncat a la unitat, sent el nou valor 2.
| Any                   | Actius principi any   | Quotes d'amortització                      | Actius de baixa final any | Valor residual obtingut                 | Fons totals obtinguts                     | Nº actius a comprar                          | Recursos en la compra                      | Fons restants                     |
| {\displaystyle A_{i}} | {\displaystyle B_{i}} | {\displaystyle C_{i}=B_{i}\;\cdot \;a_{i}} | {\displaystyle D_{i}}     | {\displaystyle E_{i}=D_{i}\;\cdot \;Vr} | {\displaystyle F_{i}=A_{i}+C_{i}+I_{t-1}} | {\displaystyle G_{i}={\frac {F_{i}}{V_{a}}}} | {\displaystyle H_{i}=G_{i}\;\cdot \;V_{a}} | {\displaystyle I_{i}=F_{i}-H_{i}} |
| --------------------- | --------------------- | ------------------------------------------ | ------------------------- | --------------------------------------- | ----------------------------------------- | -------------------------------------------- | ------------------------------------------ | --------------------------------- |
| 1                     | 5                     | 5·5.000=25.000                             | 0                         | 0                                       | 25.000                                    | 25.000/12.000=2,08≃2                         | 2·12.000=24.000                            | 25.000-24.000=1.000               |
| 2                     | 5+2=7                 | 7·5.000=35.000                             | 5                         | 5·2.000=10.000                          | 46.000                                    | 46.000/12.000=3'83≃3                         | 3·12.000=36.000                            | 46.000-36.000=10.000              |
| 3                     | 7+3-5=5               | 5·5.000=25.000                             | 2                         | 2·2.000=4.000                           | 39.000                                    | 39.000/12.000=3'25≃3                         | 3·12.000=36.000                            | 39.000-36.000=3.000               |
| 4                     | 5+3-2=6               | 6·5.000=30.000                             | 3                         | 3·2.000=6.000                           | 39.000                                    | 39.000/12.000=3'25≃3                         | 3·12.000=36.000                            | 39.000-36.000=3.000               |
| 5                     | 6+3-3=6               | 6·5.000=30.000                             | 3                         | 3·2.000=6.000                           | 39.000                                    | 39.000/12.000=3'25≃3                         | 3·12.000=36.000                            | 39.000-36.000=3.000               |

Com es pot comprovar, a partir del quart any i posteriors el nombre d'actius que es poden comprar es manté constant, igual que ho fa el nombre d'actius disponibles per a l'any concret i el nombre d'actius que es donen de baixa. Açò romandrà fins que alguna de les condicions de Ruchti-Lohmann es veja alterada.

### Sistema d'amortització per quotes creixents
El següent sistema d'amortització consta de quotes d'amortització que creixen al llarg de la vida útil de l'element. Es plantegen una sèrie d'equacions. El nombre d'equacions a realitzar és equivalent al nombre d'anys que correspon a la vida útil de l'actiu. Així, l'expressió quedarà:
| {\displaystyle a_{1}}   | {\displaystyle \longrightarrow } | {\displaystyle X1}                                                                                                 |
| {\displaystyle a_{2}}   | {\displaystyle \longrightarrow } | {\displaystyle X2}                                                                                                 |
| ...                     | ...                              | ... |
| {\displaystyle a_{n-1}} | {\displaystyle \longrightarrow } | {\displaystyle X_{n-1}}                                                                                            |
| {\displaystyle a_{n}}   | {\displaystyle \longrightarrow } | {\displaystyle Xn}                                                                                                 |
|                         |                                  | {\displaystyle \downarrow }                                                                                        |
|                         |                                  | {\displaystyle \left(1+2+...+n\right)X=V_{a}-V_{r}\longrightarrow X={\frac {V_{a}-V_{r}}{\left(1+2+...+n\right)}}} |

Suposant el cas anterior en el qual el preu d'adquisició de l'actiu és de 12.000 unitats monetàries, un valor residual de 2.000 i una vida útil de 2 anys, caldria fer:
| {\displaystyle a_{1}} | {\displaystyle \rightarrow } | {\displaystyle 1X\longrightarrow 1\cdot 3333'33=3333'33}                              |
| {\displaystyle a_{2}} | {\displaystyle \rightarrow } | {\displaystyle 2X\longrightarrow 2\cdot 3333'33=6666'66}                              |
|                       |                              | {\displaystyle \downarrow }                                                           |
|                       |                              | {\displaystyle 3X=12.000-2.000\rightarrow X={\frac {10.000}{3}}=3333'33\;{\text{um}}} |

Per tant, les dades obtingudes anteriorment impliquen que en el primer any de l'element adquirir, aquest serà amortitzat per un import de 3333'33un mentre que l'any posterior i últim, s'amortitzarà per 6666'66 unitats. I així successivament amb tots els elements.
El quadre d'amortització amb l'efecte d'expansió queda de la següent forma:
| Any                   | Actius principi any   | Quotes d'amortització                      | Actius de baixa final any | Valor residual obtingut                 | Fons totals obtinguts                     | Nº actius a comprar                          | Recursos en la compra                      | Fons restants                     |
| {\displaystyle A_{i}} | {\displaystyle B_{i}} | {\displaystyle C_{i}=B_{i}\;\cdot \;a_{i}} | {\displaystyle D_{i}}     | {\displaystyle E_{i}=D_{i}\;\cdot \;Vr} | {\displaystyle F_{i}=A_{i}+C_{i}+I_{t-1}} | {\displaystyle G_{i}={\frac {F_{i}}{V_{a}}}} | {\displaystyle H_{i}=G_{i}\;\cdot \;V_{a}} | {\displaystyle I_{i}=F_{i}-H_{i}} |
| --------------------- | --------------------- | ------------------------------------------ | ------------------------- | --------------------------------------- | ----------------------------------------- | -------------------------------------------- | ------------------------------------------ | --------------------------------- |
| 1                     | 5                     | 5·3333.33=16.666'7                         | 0                         | 0                                       | 16.666'7                                  | 16.666'7/12.000=1'38≃1                       | 1·12.000=12.000                            | 16.666'66-12.000=4.666'66         |
| 2                     | 5+1=6                 | 5·6666'66+1·3333'33                        | 5                         | 5·2.000=10.000                          | 51.333'30                                 | 51.333'30/12.000=4'27≃4                      | 4·12.000=48.000                            | 51.333'30-48.000=3.333'30         |
| 3                     | 6+4-5=5               | 1·6.666'6+4·3.333'3                        | 1                         | 1·2.000=2.000                           | 25.333'3                                  | 25.333'3/12.000=2'11≃2                       | 2·12.000=24.000                            | 25.333'3-24.000=1.333'3           |
| 4                     | 5+2-1=6               | 2·3.333'33+4·6.666'66                      | 4                         | 4·2.000=8.000                           | 42.666'6                                  | 42.666'6/12.000=3'55≃3                       | 3·12.000=36.000                            | 42.666'6-36.000=6.666'6           |
| 5                     | 6+3-4=5               | 3·3.333'33+2·6.666'66                      | 2                         | 2·2.000=4.000                           | 34.000                                    | 34.000/12.000=2'83≃2                         | 2·12.000=24.000                            | 34000-24.000=10.000               |
| 6                     | 5+2-2=5               | 2·3.333'33+3·6.666'66                      | 3                         | 3·2.000=6.000                           | 42.666'64                                 | 42.666'64/12.000=3'55≃3                      | 3·12.000=36.000                            | 42.666'64-36.000=6.666'64         |
| 7                     | 5+3-3=5               | 3·3.333'33+2·6.666'66                      | 2                         | 2·2.000=4.000                           | 34.000                                    | 34.000/12.000=2'83≃2                         | 2·12.000=24.000                            | 34000-24.000=10.000               |

De la mateixa forma que en el mètode anterior, es pot comprovar com amb el transcurs del temps, el nombre d'actius a l'inici de l'any és el mateix. Tot açò si no canvia alguna de les condicions de Ruchti-Lohmann.

### Sistema d'amortització per quotes decreixents
En aquest sistema d'amortització, les quotes són decreixents al llarg de la vida útil de l'actiu. La quota d'amortització més elevada té lloc en el primer any de l'actiu mentre que la resta disminueixen amb el pas del temps. La forma de conèixer el terme amortitzatiu X és igual que el mètode de quotes creixents, és a dir, calcular la diferència entre el valor d'adquisició i el valor residual, si hi ha, i dividir-ho pel nombre de quotes.
| {\displaystyle a_{n}}   | {\displaystyle \longrightarrow } | {\displaystyle Xn}                                                                                                 |
| {\displaystyle a_{n-1}} | {\displaystyle \longrightarrow } | {\displaystyle X_{n-1}}                                                                                            |
| ...                     | ...                              | ... |
| {\displaystyle a_{2}}   | {\displaystyle \longrightarrow } | {\displaystyle X2}                                                                                                 |
| {\displaystyle a_{1}}   | {\displaystyle \longrightarrow } | {\displaystyle X1}                                                                                                 |
|                         |                                  | {\displaystyle \downarrow }                                                                                        |
|                         |                                  | {\displaystyle \left(1+2+...+n\right)X=V_{a}-V_{r}\longrightarrow X={\frac {V_{a}-V_{r}}{\left(1+2+...+n\right)}}} |

Suposant el cas anterior en el qual el preu d'adquisició de l'actiu és de 12.000 unitats monetàries, un valor residual de 2.000 i una vida útil de 2 anys, caldria fer:
| {\displaystyle a_{2}} | {\displaystyle \rightarrow } | {\displaystyle 2X\longrightarrow 2\cdot 3333'33=6666'66}                              |
| {\displaystyle a_{1}} | {\displaystyle \rightarrow } | {\displaystyle 1X\longrightarrow 1\cdot 3333'33=3333'33}                              |
|                       |                              | {\displaystyle \downarrow }                                                           |
|                       |                              | {\displaystyle 3X=12.000-2.000\rightarrow X={\frac {10.000}{3}}=3333'33\;{\text{um}}} |

Amb la informació disponible i igual que el mètode de quotes creixents, el quadre d'amortització amb l'Efecte Ruchti-Lohmann queda de la següent forma:
| Any                   | Actius principi any   | Quotes d'amortització                      | Actius de baixa final any | Valor residual obtingut                 | Fons totals obtinguts                     | Nº actius a comprar                          | Recursos en la compra                      | Fons restants                     |
| {\displaystyle A_{i}} | {\displaystyle B_{i}} | {\displaystyle C_{i}=B_{i}\;\cdot \;a_{i}} | {\displaystyle D_{i}}     | {\displaystyle E_{i}=D_{i}\;\cdot \;Vr} | {\displaystyle F_{i}=A_{i}+C_{i}+I_{t-1}} | {\displaystyle G_{i}={\frac {F_{i}}{V_{a}}}} | {\displaystyle H_{i}=G_{i}\;\cdot \;V_{a}} | {\displaystyle I_{i}=F_{i}-H_{i}} |
| --------------------- | --------------------- | ------------------------------------------ | ------------------------- | --------------------------------------- | ----------------------------------------- | -------------------------------------------- | ------------------------------------------ | --------------------------------- |
| 1                     | 5                     | 5·6666.66                                  | 0                         | 0                                       | 33.333'33                                 | 33.333'33/12.000=2'77≃2                      | 2·12.000=24.000                            | 33.333'33-24.000=9.333'33         |
| 2                     | 5+2=7                 | 2·6666'66+5·3.333'33                       | 5                         | 5·2.000=10.000                          | 49.333'33                                 | 49.333'33/12.000=4'11≃4                      | 4·12.000=48.000                            | 49.333'33-48.000=1.333'27         |
| 3                     | 7+4-5=6               | 4·6.666'6+2·3.333'3                        | 2                         | 2·2.000=4.000                           | 38.666'57                                 | 38.666'57/12.000=3'22≃3                      | 3·12.000=36.000                            | 38.666'57-36.000=2.666'57         |
| 4                     | 6+3-2=7               | 4·3.333'33+3·6.666'66                      | 4                         | 4·2.000=8.000                           | 43.999'87                                 | 43.999'87/12.000=3'66≃3                      | 3·12.000=36.000                            | 43.999'87-36.000=7.999'87         |
| 5                     | 7+3-4=6               | 3·3.333'33+3·6.666'66                      | 3                         | 3·2.000=6.000                           | 43.999'84                                 | 43.999'84/12.000=3'66≃3                      | 3·12.000=36.000                            | 43.999'84-36.000=7.999'84         |
| 6                     | 6+3-3=6               | 3·3.333'33+3·6.666'66                      | 3                         | 3·2.000=6.000                           | 43.999'81                                 | 43.999'81/12.000=3'66≃3                      | 3·12.000=36.000                            | 43.999'81-36.000=7.999'81         |
| 7                     | 6+3-3=6               | 3·3.333'33+3·6.666'66                      | 3                         | 3·2.000=6.000                           | 43.999'78                                 | 43.999'78/12.000=3'66≃3                      | 3·12.000=36.000                            | 43.999'78-36.000=7.999'78         |

Com es pot observar, amb els pas dels anys i donant-se l'efecte d'expansió de l'amortització, el nombre d'actius a l'inici dels anys és el mateix i continuarà d'aquesta manera mentre es complisquen les condicions anteriorment citades.

## Relacionat
- Amortització
- Dividends
- Reserves
- Patrimoni net
- Actius
- Finances